# XpanD

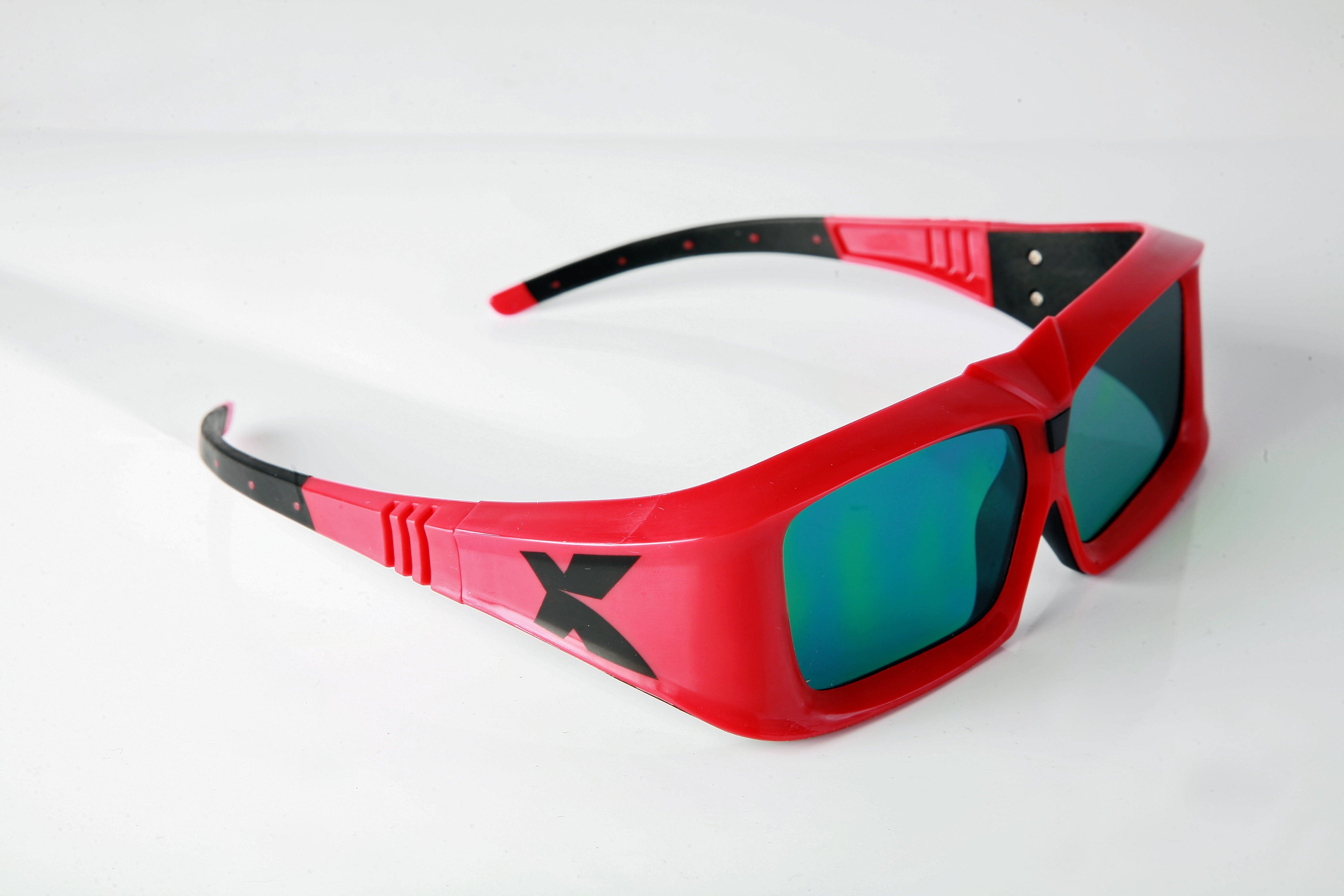
Occhiali a oscuramento alternato XpanD

XpandD è il marchio di un sistema di visione stereoscopica a oscuramento alternato utilizzato in cinema, televisione, videogiochi e altre applicazioni. Il sistema utilizza occhiali a otturatori alternati o shutter glasses.
La compagnia è attualmente l'unico fornitore di un sistema di shutter glasses attivi per la visione di film 3D nelle sale cinematografiche con oltre mille sale che utilizzano questa tecnologia.

## Principio di funzionamento
Il sistema XpanD è studiato per poter mostrare alternativamente ad alta velocità l'immagine destinata a ciascun occhio di un filmato tridimensionale. Il visore incorpora lenti a cristalli liquidi che si oscurano alternativamente in modo da discriminare l'immagine corretta destinata a ciascun occhio. Un segnale infrarosso invisibile trasmesso in sala viene ricevuto e interpretato dal sistema elettronico montato negli occhiali in modo da permettere di sincronizzare le immagini proiettate sullo schermo con gli occhiali.

## Pro e contro del sistema
Il sistema a oscuramento alternato non richiede uno schermo silver screen, necessario invece nel sistema a luce polarizzata, e i problemi di illuminazione irregolare che questo comporta. Inoltre il sistema può essere adottato anche da apparecchi elettronici quali televisori, cosa invece impossibile con i sistemi a luce polarizzata.
Per contro gli occhiali sono molto più costosi e devono venire riutilizzati dalla sala e disinfettati per il riutilizzo, anziché essere distribuiti come usa e getta. Alcune sale cinematografiche muniscono gli occhiali di un sistema antifurto, in modo da impedire che gli spettatori escano senza restituirli, ma il sistema antifurto non garantisce di non produrre interferenze con il sistema elettronico che gestisce gli occhiali. Inoltre gli occhiali funzionano con mini batterie che devono venir rimpiazzate periodicamente. Così come ogni sistema elettronico può succedere che talvolta si guastino.

## Utilizzo casalingo
Nell'agosto del 2011 Panasonic, Samsung e Sony unitamente a X6D Limited (proprietaria del marchio XpanD), annunciano il raggiungimento di un accordo chiamato "Full HD 3D Glasses Initiative" atto a sviluppare uno standard basato sul sistema XpanD da utilizzare su prodotti di consumo quali apparecchi televisivi, computer e videoproiettori. In precedenza le compagnie utilizzavano un loro proprio standard incompatibile l'uno con l'altro. L'annuncio alla stampa recita che: «Occhiali universali con il nuovo protocollo IR/RF saranno disponibili nel 2012, e saranno retrocompatibili con i televisori 3D prodotti nel 2011.»